# Marmosa
Marmosa is een geslacht van zoogdieren uit de  familie van de Opossums (Didelphidae).

## Soorten
Het geslacht Marmosa omvat 27 soorten, verdeeld over vier ondergeslachten. Micoureus was voorheen een zelfstandig geslacht, maar werd in 2009 geclassificeerd als ondergeslacht van Marmosa. Genetisch onderzoek in 2014 leidde tot de opdeling van de overige soorten in drie verdere ondergeslachten, Eomarmosa, Exulomarmosa en Stegomarmosa.
- Ondergeslacht Eomarmosa
  - Marmosa rubra Tate, 1931

- Ondergeslacht Exulomarmosa
  - Marmosa isthmica Goldman, 1912
  - Marmosa mexicana Merriam, 1897 – Mexicaanse dwergbuidelrat
  - Marmosa robinsoni Bangs, 1898
  - Marmosa simonsi Thomas, 1899
  - Marmosa xerophila Handley & Gordon, 1979
  - Marmosa zeledoni Goldman, 1911

- Ondergeslacht Marmosa
  - Marmosa macrotarsus Wagner, 1842
  - Marmosa murina Linnaeus, 1758 – Aeneasrat
  - Marmosa tyleriana Tate, 1931
  - Marmosa waterhousei Tomes, 1860

- Ondergeslacht Micoureus
  - Marmosa adleri Voss, 2021
  - Marmosa alstoni Allen, 1900 – Alstondwergbuidelrat
  - Marmosa constantiae Thomas, 1904
  - Marmosa demerarae Thomas, 1905 – Grauwe dwergbuidelrat
  - Marmosa germana Thomas, 1904
  - Marmosa jansae Voss, 2021
  - Marmosa nicaraguae Thomas, 1905
  - Marmosa paraguayana Tate, 1931 – Grijze dwergbuidelrat
  - Marmosa parda Tate, 1931
  - Marmosa perplexa Anthony, 1922
  - Marmosa phaea Thomas, 1899
  - Marmosa rapposa Thomas, 1899
  - Marmosa rutteri Thomas, 1924

- Ondergeslacht Stegomarmosa
  - Marmosa andersoni Pine, 1972
  - Marmosa chachapoya Pavan et al., 2025[4]
  - Marmosa lepida Thomas, 1888 – Vosrode dwergbuidelrat